# بادکنک زرد
بادکنک زرد (به انگلیسی: The Yellow Balloon) یک فیلم درام بریتانیایی محصول سال ۱۹۵۳ به کارگردانی جی. لی تامپسون با بازی اندرو ری، ویلیام سیلوستر، کتلین رایان، کنت مور و هی هازل است.

## بازیگران
- اندرو ری
- کاتلین رایان
- کنت مور
- برنارد لی
- استفان فنومور
- ویلیام سیلوستر
- مارجری رودز
- پیتر جونز
- الیوت مکهام
- سید جیمز
- ورونیکا هورست
- ساندرا درن
- لوری ماین
- هی هازل[۴]